# William Ford (Goldsucher)
William Ford (* 1852 in Wickliffe bei Ballarat; † November 1932) war ein Goldsucher in Australien. Nach zahlreichen wenig erfolgreichen Versuchen fand er mit seinem Partner Arthur Wellesley Bayley Gold im Jahre 1892 auf den Goldfeldern von Coolgardie in Western Australia.
Im Jahre 1883 arbeitete Ford ein Jahr in den Minen und anschließend eine Zeit lang im Northern Territory und im Gulf Country. Er fand Gold bei Croydon in Queensland, wo er den Goldsucher Arthur Bayley kennenlernte, mit dem er 16 Jahre als Juniorpartner zusammenarbeitete.
Nachdem er seine Anteile an der Golden-Queenmine in Queensland verkauft hatte, zog er nach Victoria zum Broken Hill, wo er 1888 in einer Mine arbeitete. Nach einem kurzen Aufenthalt in Neuguinea kam er über Queensland nach Western Australia, das er 1889 erreichte und wo er in verschiedenen Minen arbeitete. 1892 traf er Bayley wieder und sie planten eine gemeinsame Goldsuche, die misslang, weil die Pferde giftiges Gras fraßen. Ford und Bayley unternahmen eine weitere Suche in der Gegend von Southern Cross am Mount Burges. Bayley und Ford fanden dort 200 Unzen Gold im Zeitraum von fünf bis sechs Wochen. Nach Angaben von Bayley war Ford der erste, der einen Gold-Nugget in einem Steinblock aus Quarz an einem Ort fand, der Fly Flat genannt wird. Drei Monate später, am 17. September 1892, kehrte Bayley mit 554 Unzen Gold (15,7 kg) nach Southern Cross zurück, womit der Goldrausch begann.
Bayley sicherte sich mit seinem Partner einen Claim von 20 Acres bei Fly Flat. Zwei Monate später, in der Mitte des Novembers, waren bereits einige Hundert Goldsucher auf dem Goldfeld. Bayley und Ford hatten sich das erforderliche Wasser zum Goldschürfen von den Felsen 20 Kilometer westlich beim Gnarlbine Rock und aus einer zwölf Kilometer entfernten Wasserstelle besorgt. Wasser wurde so wertvoll wie Gold. Dieses Goldfeld wurde erst im Jahre 1903 mit ausreichend Wasser durch die Golden Pipeline versorgt.
Bayley und Ford verkauften ihren Claim in den späten 1892 oder frühen 1893 Jahr für £ 36.000 und einer £ 4000 Beteiligung an der neuen Gesellschaft. Aus diesem Feld wurden in 70 Jahren bis zur Schließung 500.000 Unzen Gold gefördert.
Ford verließ nach dem Verkauf das Goldfeld und starb im November 1932.
Heute trägt die Hauptstraße von Coolgardie seinen Namen.